# Curt Fischer (Politiker)

Curt Fischer

Curt Fischer (* 14. Februar 1901 in Weimar; † 30. August 1945 in Landsberg an der Warthe) war ein deutscher Politiker (NSDAP).

## Leben und Wirken
Nach dem Abitur am Humanistischen Gymnasium in Erfurt 1918 betätigte sich Fischer u. a. im Vaterländischen Hilfsdienst sowie als Zeitfreiwilliger im Freikorps Thüringen und bei der Einwohnerwehr Weimar. Anschließend studierte er Philosophie, Geschichte und Kunstgeschichte an der Universität Jena sowie Staatswissenschaften in Berlin. Während des Studiums war Fischer Werkstudent in Zeitschriftenverlagen und bei Banken. Dort promovierte er im Juni 1926 mit der Dissertation Das Silberbergwerk Ilmenau während des 17. Jahrhunderts zum Dr. rer. pol. Nach dem Studium arbeitete Fischer bis 1927 für Angestelltengewerkschaften. 
Zum 6. August 1926 trat Fischer in die NSDAP ein (Mitgliedsnummer 42.167), 1930 wurde er Archivar und 1932 Fraktionssekretär der NSDAP-Reichstagsfraktion. Im Mai 1933 erfolgte seine Ernennung zum Referent beim Sozialamt bei der Deutschen Arbeitsfront in Berlin. Im Oktober 1933 wechselte er an die Reichsanstalt für Arbeitsvermittlung und Arbeitslosenversicherung. 1935 wurde er Vorsitzender des Arbeitsamtes Berlin Ost und ab März 1937 Leiter der Bezirksstelle Nord des Arbeitsamts in Berlin.
Am 12. November 1933 wurde Fischer für den Wahlkreis 17 (Westfalen Nord) in den nationalsozialistischen Reichstag gewählt, dem er bis 1945 angehörte. Ferner war er Geschäftsführer der Prinz-August-Wilhelm-Spende.
Fischer gab die Schrift von Wilhelm Frick Die Nationalsozialisten im Reichstag 1924–1931 neu heraus und publizierte weitere nationalsozialistische Schriften.
Fischer gehörte der Reichsarbeitskammer, dem Reichsschuldenausschusses sowie als Reichsehrenrichter dem Obersten Ehren- und Disziplinarhof der Deutschen Arbeitsfront an. Im Stab der Obersten SA-Führung war er als SA-Standartenführer z.V. eingesetzt.
Kurz nach Ende des Zweiten Weltkrieges wurde Fischer verhaftet und starb 44-jährig in einem Internierungslager in Landsberg an der Warthe.